# سیارک ۱۰۳۴۸
سیارک ۱۰۳۴۸ (به انگلیسی: 10348 Poelchau، نامگذاری:1992HL4) ده هزار و سیصد و چهل و هشتمین سیارک کشف شده‌است که در ۲۹ آوریل ۱۹۹۲ کشف شد.
قدر مطلق سیارک برابر ۱۳٫۶۰ است.